# Titus Andronicus
Titus Andronicus este o tragedie, scrisă de William Shakespeare, despre care se crede că este una dintre primele opere ale scriitorului.

## Sinopsis
Împăratul Romei a murit și fiii lui, Saturninus și Bassianus se ceartă pentru tron. La Tribuna Poporului, Marcus Andronicus, anunță că alegerea oamenilor pentru noul împărat este fratele său, Titus Andronicus, un general roman recent întors dintr-o campanie de zece ani împotriva dușmanilor imperiului, goții. Titus este primit la Roma cu multă fanfară, purtând-o cu el pe Tamora, regina goților, fiii ei, Chiron și Demetrius, și pe iubitul ei secret, Aaron Moor. Titus simte o datorie religioasă să sacrifice fiul cel mare al Tamorei, Alarbus, pentru a răzbuna moartea proprilor lui fii în război și pentru a le permite să se odihnească în pace. Tamora cerșește pentru viața lui Alarbus, dar Titus refuză rugămințile ei, iar fiul ei este ars și dezmembrat, ceea ce creează un ciclu de răzbunare între Tamora și Titus.
Titus refuză tronul, dar este rugat să aleagă un nou împărat dintre fiii răposatului împărat, Bassianus și Saturninus. Îl alege cel mai mare, Saturninus, spre bucuria acestuia. Ca o favoare pentru Titus și a familiei sale, Saturninus alege apoi pe fiica lui Titus, Lavinia, ca regina sa, care fusese anterior logodită cu Bassianus. Fiii supraviețuitori ai lui Titus o salvează pe Lavinia și scapă din scenă cu ea. Titus îl ucide fără milă pe Mutius, fiul său, în încercarea de a o obține înapoi pe Lavinia întrucât este supărat pe fiii săi, deoarece, în ochii lui, au dezonorat statul Romei prin nesupunere față de împărat. Saturninus îl defavorizează pe Titus și decide să se căsătorească cu Tamora în locul Laviniei. 
A doua zi, Aaron Moor, iubitul Tamorei, îi descoperă pe Chiron și Demetrius care se ceartă între ei care o iubește pe Lavinia mai mult și care ar trebui să profite sexual de ea. Ei sunt convinși cu ușurință de Aaron să îl atace pe Bassianus mai târziu, în acea zi, în timpul unei petreceri de vânătoare în pădure și să-l omoare în prezența Tamorei și a Laviniei, pentru ca, apoi, să abuzeze de Lavinia. Lavinia o imploră pe Tamora să-și oprească fiii, dar Tamora refuză. Chiron și Dimitrius aruncă corpul lui Bassianus într-o groapă, după cum Aaron le-a sugerat, și apoi o iau pe Lavinia deoparte și profită de ea. Pentru a nu dezvălui ceea ce Lavinia a văzut și a îndurat, cei doi îi vor tăia limba și mâinile.
Aaron îi aduce pe fiii lui Titus, Martius și Quintus în scenă, și îi acuză pentru uciderea lui Bassianus cu o scrisoare falsificată unde se evidențiază planul lor de a-l omorî. Supărat, Împăratul îi arestează. Marcus o descoperă apoi pe Lavinia și o duce la tatăl ei. Când ea și Titus sunt reuniți, el este copleșit de durere. El și fiul său ramas, Lucius, au implorat pentru viața lui Martius și Quintus, dar cei doi sunt găsiți vinovați și dusi la execuție. Aaron intră, și în mod fals și îi spune lui Titus, Lucius și Marcus, că împăratul va ierta prizonierii dacă unul dintre cei trei își sacrifică o mână. Fiecare cere dreptul de a face acest lucru, dar Aaron este cel care îi taie mâna lui Titus și o duce la împărat. În schimb, un mesager îi aduce lui Titus capetele fără trup ale fiilor săi și mâna proprie. Disperat de răzbunare, Titus îi ordonă lui Lucius să fugă din Roma și să formeze o armată din rândul goților, fostul lor inamic. 
Mai târziu, nepotul lui Titus (fiul lui Lucius), care l-a ajutat pe Titus să-i citească Laviniei, reclamă faptul că ea nu dă drumul cărții. În carte, ea indică lui Titus și Marcus povestea lui Philomela, în care o victimă similară, mută, a indicat numele răufăcătorilor ei. Marcus îi dă un băț să îl țină cu gura pentru ca ea să scrie numele atacatorilor ei pe jos în praf. Titus jură răzbunare. Simulând nebunia, el leagă rugăciuni pentru dreptate de săgeți și comandă să fie aruncate spre cer. Marcus direcționează săgețile să aterizeze în interiorul palatului lui Saturninus, care este înfuriat de acest lucru. El se confruntă cu familia lui Andronicus și ordonă executarea unui clovn care a emis o implorare suplimentară de la Titus. 
Tamora naște un copil, iar moașa își dă seama că tatăl trebuie să fi fost Aaron. Aaron o ucide pe moașă și fuge cu copilul pentru a-l salva de la inevitabila mânie a împăratului. Mai târziu, Lucius, se plimbă prin Roma cu o armată, îl capturează pe Aaron și amenință să îi spânzure copilul. Pentru a salva copilul, Aaron dezvăluie întreaga poveste lui Lucius, savurând fiecare repovestire despre omor, viol și dezmembrare. 
Tamora, convinsă de nebunia lui Titus, se apropie de el împreună cu cei doi fii ai ei, îmbrăcați ca spiritele răzbunarii, crimei și violurilor. Ea spune lui Titus că un spirit supranatural îi va acorda răzbunare dacă îl va convinge pe Lucius să opreasca atacul Romei. Titus este de acord și îl trimite pe Marcus să-l invite pe Lucius la un ospăț. „Răzbunarea” (Tamora) se oferă să-i invite pe împărat și pe Tamora și este pe cale să plece, dar Titus insistă asupra faptului că „spiritul violului si a crimei” (Chiron și Demetrius), trebuie să stea cu el. Ea este de acord. După ce Tamora pleacă, servitorii lui Titus îi leagă pe Chiron și Dimitrius, iar Titus le taie gâtul, în timp ce Lavinia ține un bazin în poală pentru a capta sângele lor. Titus intenționează să folosească sângele celor doi ca să îl adauge într-o plăcintă pregătită pentru mama lor. 
În ziua următoare, în timpul sărbătorii de la casa lui, Titus îl întreabă pe Saturninus dacă un tată ar trebui să-și omoare fiica daca ea a fost violată. Împăratul este de acord, iar apoi Titus o ucide Lavinia și îi spune lui Saturninus ce au făcut fii Tamorei. Când împăratul îi cheamă pe Chiron și Demetrius, Titus dezvaluie că aceștia au fost în placinta pe care Tamora tocmai a savurat-o și apoi o ucide pe Tamora. Saturninus îl ucide pe Titus în momentul în care Lucius ajunge acolo, iar Lucius îl ucide pe Saturninus ca să răzbune moartea tatălui său. 
Lucius spune povestea familiei sale oamenilor și este proclamat împărat. El ordonă ca lui Saturninus să i se acorde o înmormântare adecvată, corpul Tamorei să fie aruncat la fiarele sălbatice, iar Aaron sa fie îngropat-adânc într-un cufăr și lăsat să moară de sete și de foame.